# Eleccions presidencials franceses de 1995
Les eleccións presidencials franceses de 1995 es van celebrar el 23 d'abril de 1995, i com que cap dels candidats va obtenir la majoria absoluta es va dur a terme una segona volta el 7 de maig d'aquest mateix any, resultant vencedor Jacques Chirac.

## Primera volta
| Candidat             | Partit                                            | Vots      | Percentatge |
| -------------------- | ------------------------------------------------- | --------- | ----------- |
| Lionel Jospin        | Partit Socialista (PS)                            | 7.098.191 | 23,3%       |
| Jacques Chirac       | Reagrupament per la República (RPR)               | 6.348.696 | 20,8%       |
| Édouard Balladur     | Dissident del Reagrupament per la República (RPR) | 5.658.996 | 18,6%       |
| Jean-Marie Le Pen    | Front National (FN)                               | 4.571.138 | 15,0%       |
| Robert Hue           | Partit Comunista Francès (PCF)                    | 2.638.936 | 8,6%        |
| Arlette Laguiller    | Lutte Ouvrière                                    | 1.615.653 | 5,3%        |
| Philippe de Villiers | Moviment per França (MPF)                         | 1.443.235 | 4,7%        |
| Dominique Voynet     | Les Verts                                         | 1.010.738 | 3,3%        |
| Jacques Cheminade    | Parti Ouvrier Européen                            | 84.969    | 0,3%        |

## Segona Volta
| Candidat       | Partit                              | Vots       | Percentatge |
| -------------- | ----------------------------------- | ---------- | ----------- |
| Jacques Chirac | Reagrupament per la República (RPR) | 15.763.027 | 52,6%       |
| Lionel Jospin  | Partit Socialista (PS)              | 14.180.644 | 45,98%      |